# Bottoms Up (singel)
Bottoms Up – drugi singel kanadyjskiego zespołu rockowego Nickelback z albumu Here and Now. Swoją premierę miał 26 września 2011 roku, został wydany przez wytwórnię płytową, Roadrunner Records. Nagrania zrealizowano w Mountain View Studios w Vancouver.

## Pozycje na listach
| Państwo           | Notowania         | Najwyższa pozycja |
| ----------------- | ----------------- | ----------------- |
| Kanada            | Canadian Hot 100  | 31                |
| Stany Zjednoczone | Rock Songs        | 8                 |
| Stany Zjednoczone | Alternative Songs | 27                |